# Donald Thomas
Donald Thomas (født 1. juli 1984 på Bahamas) er en atletikudøver (højdespringer) fra Bahamas, hvis til dato største triumf er hans guldmedalje i højdespring ved VM i Osaka i 2007. Her henviste han med et spring på 2.35 meter russeren Jaroslav Rybakov til andenpladsen.